# Любовицький Степан Станіславович
Стефан Любовидзький (пол. Stefan Lubowidzki; бл. 1740 — серпень 1805) — польський та російський військовик,  генерал-лейтенант Російської імперії.

## Життєпис
Шляхтич часів розділу Речі Посполитої герба Копач. Син іновлудзького підчашого.
Ротмістр армії Речі Посполитої з 1768 року, генерал-ад'ютант короля Речі Посполитої Станіслава Понятовського з 1774 року.
1777 року призначений бригадиром ІІІ польської кавалерійської бригади українсько-подільської дивізії.
З жовтня 1789 по травень 1792 - бригадир 7 бригади національної кавалерії (1-а українська). Пізніше призначений комендантом Варшавського гарнізону із присвоєнням чину генерал-майора.
1793 року перейшов на службу російського імператора. Був призначений командиром «української» дивізії. Генерал-поручик.
Мав нагороди:
- Орден Святого Станислава (1778)
- Орден Білого Орла (1792)
- Орден Св. О. Невського (06.05.1793).

03.12.1796 - 28.10.1797 - шеф Ніжинського кірасирського полку Малоросійської кінноти, сформованого з українського козачого полку.
У листопаді 1797 р. вийшов у відставку.